# Push - La storia di Precious Jones
Push - La storia di Precious Jones (il titolo originale inglese è Push) è un romanzo della scrittrice afroamericana Sapphire, pubblicato nel 1996 negli Stati Uniti da Vintage Publishing, e in Italia da Rizzoli, nel 1997.

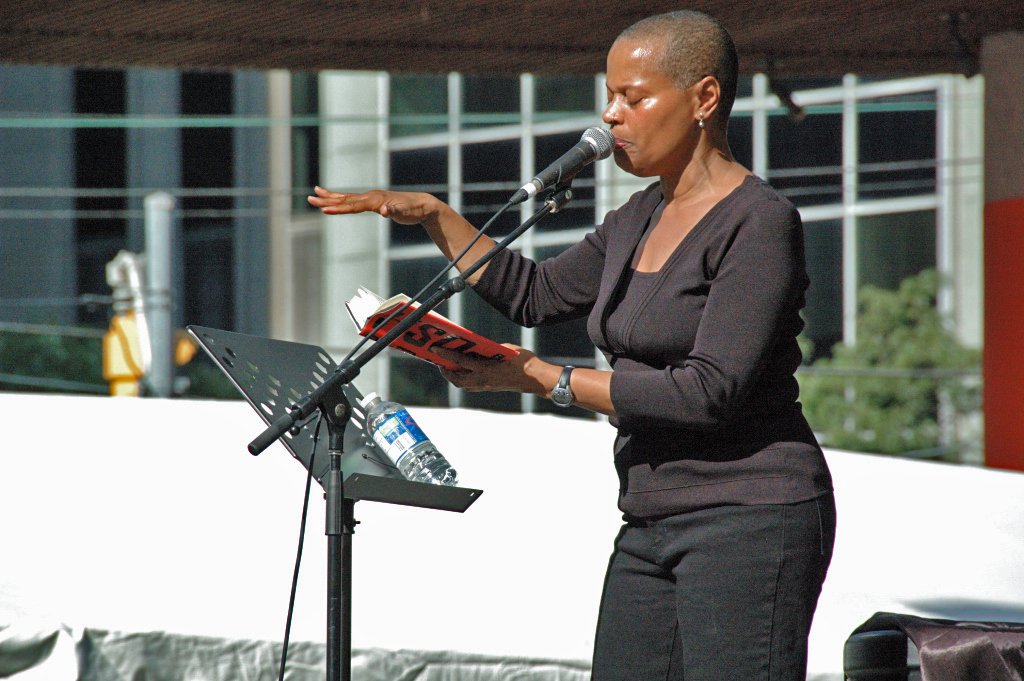
L'autrice Sapphire legge un estratto del suo libro al Toronto International Film Festival nel 2009

## Trama
Harlem, New York, 1987. Claireece Precious Jones è una 16enne nera, obesa e semianalfabeta che vive nel quartiere newyorkese di Harlem con la madre Mary, donna violenta, alcolizzata e disoccupata. In più Precious ha da poco scoperto di essere incinta del suo secondo figlio, dopo essere stata stuprata dal suo stesso padre, ora fuggito; l'uomo è infatti anche il padre del primo figlio di Precious, una bambina con la sindrome di Down, risultato dell'incesto. Quando la sua scuola scopre la gravidanza, Precious viene mandata in una scuola alternativa, la "Higher Education Alternative Each One Teach One".
Nonostante la madre sia contraria, Precious riesce ad iscriversi alla scuola grazie all'intervento della assistente sociale, e in classe conosce e fa amicizia con la sua insegnante, Mrs. Blu Rain, e con le sue compagne Rhonda, Jermaine, Rita, Jo Ann e Consuelo, tutte come lei provenienti da contesti difficili. Mrs. Blu Rain insegna alle ragazze le basi della fonetica e amplia il loro vocabolario. Addirittura, nonostante i deficit accademici di queste, la donna riesce ad accendere nelle sue allieve l'amore per la letteratura e per la cultura in generale, attraverso autori afroamericani come Audre Lorde e Langston Hughes. In particolare Precious viene particolarmente toccata dal capolavoro di Alice Walker Il colore viola, riuscendo a rispecchiarsi nella protagonista, anch'ella circondata da una realtà di abusi e umiliazioni.
Per far sì che le ragazze imparino a scrivere temi complessi e fluidi, la Blu Rain chiede a ognuna di loro di tenere un diario personale. I diari di tutte compongono infine la raccolta che insieme chiamano LIFE STORIES – Il nostro libro di classe.
Dopo alcuni mesi, all'ospedale Precious partorisce il suo secondo figlio, che chiama Abdul Jamal Louis Jones, e incontra un infermiere gentile, a cui finalmente racconta dell'ambiente degradato in cui è costretta a vivere: l'uomo denuncia immediatamente la madre di Precious, Mary, cosa che porta alla revoca del sussidio alla donna. Quando Precious torna a casa con Abdul, Mary infuriata aggredisce la figlia con il bimbo in braccio, la picchia e la caccia fuori di casa. Fortunatamente, dopo pochi, giorni Mrs. Rain riesce a far entrare Precious in una casa di cura con assistenza all'infanzia, un ambiente nuovo che le fornisce la stabilità e il supporto necessari per continuare la scuola. Gli scritti di Precious intanto migliorano, tanto che, per i suoi eccezionali progressi, riceve persino il “premio per l'alfabetizzazione” dal sindaco.
Mentre finalmente sta riuscendo a superare i traumi della sua infanzia e a prendere le distanze dai suoi genitori, sua madre torna da lei per annunciarle che suo padre è morto di AIDS. I test rivelano che Precious è sieropositiva, mentre i suoi bambini no, e che la vita di Precious non sarà compromessa.
Il libro si conclude con un finale aperto, che però lascia presagire un futuro migliore per la giovane Precious, finalmente libera di iniziare una nuova vita.

## Stile
Il registro in cui è scritto il libro è particolarmente diversificato tra la prima e la seconda parte del romanzo, e rispecchia il linguaggio con cui si esprime la protagonista nonché narratrice di primo grado: infatti, nella prima parte dell'opera il registro risulta molto basso e volutamente ricco di errori grammaticali, per esprimere al meglio l'analfabetismo iniziale di Precious. In questa parte del romanzo non manca inoltre l'utilizzo di parolacce per riflettere l'ambiente volgare e ignorante in cui la ragazza vive. Il linguaggio della narratrice diviene sempre più forbito, con l'ampliarsi della cultura e del lessico che Precious apprende nel corso dei suoi studi.
Il New York Times ha definito il linguaggio di Precious "inizialmente specchio del mondo duro e spietato in cui vive, e successivamente affinato dalla cultura e dal miglioramento di vita".

## Adattamento cinematografico
Nel 2009 è uscito l'adattamento cinematografico del romanzo, diretto da Lee Daniels e intitolato sia in lingua inglese che in italiano Precious invece che "Push" per evitare fraintendimenti col thriller del medesimo anno, intitolato appunto Push. Il film ha ricevuto il plauso dalla critica, nonché diverse candidature ai festival cinematografici internazionali, tra cui agli Oscar 2010, dove si è aggiudicato due statuette. La protagonista Precious nel film è impersonata da Gabourey Sidibe, affiancata da Mo'Nique (nel ruolo di Mary), Paula Patton (nel ruolo di Mrs. Blu Rain), Mariah Carey (nel ruolo dell'assistente sociale) e Lenny Kravitz (nel ruolo dell'infermiere).

## Sequel
Nel 2011, a quindici anni di distanza dal primo libro, l'autrice Sapphire ne ha pubblicato un seguito, intitolato The Kid, e incentrato sulla vita del secondo figlio di Precious, Abdul, dai nove ai diciannove anni.

## Edizioni
- Sapphire, Push - La storia di Precious Jones, Rizzoli, 1997,  p. 177, ISBN 8817670723.